# Schlachtgeschwader 5
5-та штурмова ескадра (нім. Schlachtgeschwader 5 (SG 5) — ескадра штурмової авіації Люфтваффе за часів Другої світової війни. Основним завданням ескадри, озброєної штурмовиками Junkers Ju 87 і пізніше Focke-Wulf Fw 190, була безпосередня авіаційна підтримка військ на полі бою, боротьба з танками. Протягом всього існування ескадра діяла на Східному фронті війни, забезпечуючи оборонні бої німецької армії.

## Історія
18 жовтня 1943 року в контексті реорганізації Люфтваффе в Наутсі, у Фінляндії, яка була союзником Німецького рейху на той час, була розгорнути 5-та ескадра безпосередньої підтримки військ (або 5-та штурмова ескадра), скорочено SG 5. Формування здійснювалося на основі I. групи Sch.G. 5. SG 5 спочатку була оснащена Junkers Ju 87, а пізніше Focke-Wulf Fw 190.
У жовтні 1943 року ескадру передали в підпорядкування командуванню «Північ» 5-го повітряного флоту Люфтваффе. З авіабази Науці льотчики ескадри завдавали авіаційних ударів по радянських частинах на підтримку гірських військ 19-ї армії вермахту та гірського корпусу 20-ї гірської армії на Мурманському фронті. Пілоти ескадри діяли у відповідності до доктрини бойового застосування штурмової авіації безпосередньо проти наземних військ противника. На той час ескадра була оснащена переважно двомісним штурмовиком Junkers Ju 87D-5, двигун якого Jumo 211J потужністю 1420 к.с., забезпечував максимальну швидкість 402 км/год і бомбове навантаження до 1800 кг. Варіант D-5 був першим, який більше не мав гальма пікірування та ніс дві 20-мм гармати MG 151/20, жорстко закріплені в складках крила.
У листопаді ескадру терміново перекинули на авіабазу Дно на окупованій частині півночі Росії, де підпорядкували 3-ій авіадивізії 1-го повітряного флоту.
На початку 1944 року ескадра продовжувала діяти на північній ділянці Східного фронту і брала участь в опорі радянській Ленінградсько-Новгородській операції, яка в кінцевому підсумку призвела до звільнення Ленінграда після 28-місячної блокади. Наступ тривав до березня. Потім ескадра знову переїхала до Фінляндії, де вона була підпорядкована бойовій групі «Кульмей», якій було доручено підтримувати фінські сухопутні війська.
У червні ескадра передала останні Junkers Ju 87 і отримала Focke-Wulf Fw 190 у варіанті штурмовика F-8. У порівнянні з варіантом винищувача серії А він мав покращену броню та посилене шасі. Бомби вагою до 500 кг могли кріпитися на фюзеляжі, а ще чотири 50-кг бомби могли бути закріплені за допомогою підвісної стійки. На крилах можна було нести додаткові зовнішні навантаження. Ці зміни вплинули на льотно-технічні характеристики. Це означало втрату швидкості до 90 км/год, зниження швидкості набору висоти до 5 м/с і зниження експлуатаційної стелі приблизно на 2300 м. Крім того, маневреність з бомбовим навантаженням була значно обмежена, а стаціонарно встановлені носії під фюзеляжем і крилами означали, що втрата швидкості від 15 до 30 км/год була прийнятна навіть після скидання зовнішніх навантажень.
У серпні та вересні формування підпорядкували 3-й авіадивізії 1-го повітряного флоту, що діяла у смузі операцій групи армій «Північ», ескадра пережила перші дні радянської Прибалтійської операції. Вже 14 вересня її формування передислокувалися до Ганновера-Лангенгагена для подальшого переоснащення та тренування польоту вночі та наосліп. У жовтні відбулася передислокація на авіабазу Берлін-Штакен.
У січні 1945 року, все ще базуючись у Берліні, ескадра була переформована на III. групу KG 200.

## Командування

### Командири I./SG 5
- майор Мартін Мебус (18 жовтня 1943 — 2 червня 1944)
- майор Фріці Шретер (червень — 8 жовтня 1944)
- гауптман Гельмут Відебантт (9 жовтня 1944 — 10 січня 1945)

## Основні райони базування 5-ї штурмової ескадри

### Основні райони базування I./SG 5
| жовтень — листопад 1943        | Наутсі                |                        | Ju 87         |
| листопад 1943 — 20 лютого 1944 | Дно                   | 3-тя авіаційна дивізія | Ju 87         |
| 20 лютого — 1 березня 1944     | Коров'є Село          | 3-тя авіаційна дивізія | Ju 87         |
| 1 — 5 березня 1944             | Гулбене               | 3-тя авіаційна дивізія | Ju 87         |
| 5 березня — 3 червня 1944      | Понцалемйокі          | 5-й повітряний флот    | Ju 87         |
| 3 червня — 1 липня 1944        | Порі                  | 5-й повітряний флот    | Ju 87, Fw 190 |
| 1 липня — серпень 1944         | Понцалемйокі          | 5-й повітряний флот    | Fw 190        |
| серпень — 14 вересня 1944      | Сміттен               | 3-тя авіаційна дивізія | Fw 190        |
| 14 — 18 вересня 1944           | Раквере               | 3-тя авіаційна дивізія | Fw 190        |
| 18 — 22 вересня 1944           | Тюрі                  | 3-тя авіаційна дивізія | Fw 190        |
| 22 вересня — жовтень 1944      | Ганновера-Лангенгаген |                        | Fw 190        |
| жовтень 1944 — січень 1945     | Берлін-Штакен         |                        | Fw 190        |

### Основні райони базування 4./SG 5
| лютий — березень 1944    | Понцалемйокі | 5-й повітряний флот | Fw 190 |
| березень — квітень 1944  | Алакуртті    | 5-й повітряний флот | Fw 190 |
| квітень — 17 травня 1944 | Сальміярві   | 5-й повітряний флот | Fw 190 |